# ميلوس فيليبوفيتش
ميلوس فيليبوفيتش هو لاعب كرة قدم صربي في مركز الوسط، ولد في 9 مايو 1990 في بلغراد في صربيا. لعب مع تيموك زاييتشار وزرينيسكي موستار ونادي أو إف كيه بيوغراد.

## وصلات خارجية
- ميلوس فيليبوفيتش على موقع قاعدة بيانات كرة القدم.إي يو (الإنجليزية)
- ميلوس فيليبوفيتش على موقع بيانات كرة القدم. دي إي (الألمانية)
- ميلوس فيليبوفيتش على موقع Soccerbase.com (لاعب) (الإنجليزية)
- ميلوس فيليبوفيتش على موقع Soccerway.com (الإنجليزية)
- ميلوس فيليبوفيتش على موقع عالم كرة القدم.نت (الإنجليزية)